# یاسمین پیج
یاسمین پیج (انگلیسی: Yasmin Paige؛ زادهٔ ۲۴ ژوئن ۱۹۹۱) هنرپیشه اهل بریتانیا است.
از فیلم‌ها یا برنامه‌های تلویزیونی که وی در آن نقش داشته‌است می‌توان به ماجراهای سارا جین، زیردریایی، کفش‌های باله، من هرگز نمی‌تونم همسر تو باشم و دو برابر اشاره کرد.